# Vaccinium linearifolium
Vaccinium linearifolium är en ljungväxtart som beskrevs av Kloet. Vaccinium linearifolium ingår i Blåbärssläktet, och familjen ljungväxter. Inga underarter finns listade i Catalogue of Life.